# Proton Burst
Proton Burst est un groupe de metal industriel français, originaire d'Arcueil, en Île-de-France.

## Biographie
Proton Burst est formé en 1988 à Arcueil. Le groupe publie quatre démos en l'espace de quatre ans dont Welcome to the Reactor en 1989, From Outer Space en 1990, Prototape #92 en 1992 et Stone en 1993. Ce n'est qu'à partie de 1994 que Proton Burst publie son premier album studio intitulé La Nuit au label Wotre Music. L'album comprend le morceau homonyme de trente quatre minutes, que le groupe présenta à Philippe Druillet, scénariste et dessinateur de bande-dessinée connu dans les années 1960.
En 1997 sort l'EP Sphere Spike. En 1998, le groupe publie son deuxième album studio, Silence, au label Adipocere Records. Après dix années de silence, le groupe publie un nouvel album studio intitulé La Casa de Bernarda Alba, en 2007. Il s'agit d'une pièce de théâtre réalisée par Federico Garcia Lorca interprétée par la compagnie Thalia.

## Membres
- R - chant (1988-2007)
- Patillo - basse (1988–1992)
- Void - guitare (1988–1993)
- Olivier M. - batterie (1988–1990)
- Axel K. – guitare (1988–?)
- Pavel A. – batterie (1990–?)
- Stéphane V. – basse (1992–1993)
- Frank D. – basse (1992–1997, 2000-?)
- Mathias B. sampler, synthétiseur (1994–?)
- David M. – basse (1998-2000)
- Cédric – second chant (1994–1997)
- Christophe et Patillo – djembé et doum doum

## Discographie
- 1989 : Welcome to the reaktor (démo)
- 1990 : From Outer Space (démo)
- 1992 : Prototape #92 (démo)
- 1993 : Stone (démo)
- 1995 : La Nuit (opéra-rock basé sur la BD de Philippe Druillet, mis en scène lors d'une dizaine de concerts courant 1995)
- 1995 : SphereSpike (démo CD)
- 1997 : Silence
- 2007 : La Casa de Bernarda Alba